# Ernst Neger
Ernst Hugo Neger (* 14. Januar 1909 in Bretzenheim; † 15. Januar 1989 in Mainz) war ein deutscher Karnevalist und Sänger der Mainzer Fastnacht. Die vom „singenden Dachdeckermeister“ bei Mainz bleibt Mainz, wie es singt und lacht interpretierten Lieder wie Heile, heile Gänsje (1952) oder Humba Täterä (1964) wurden deutschlandweit bekannt. Er war der Vizepräsident der Mainzer Prinzengarde und engagierte sich ebenso bei den Sitzungen des Mainzer Carneval-Vereins.

## Leben
Ernst Neger wuchs in bürgerlichen Verhältnissen auf und erlernte zunächst den Beruf des Dachdeckers. Daneben trat er ab den 1930er Jahren als Sänger und Interpret geselliger Lieder in Mainzer Kneipen auf. Dort machte er von sich reden und wurde schließlich von der Fastnacht entdeckt. 1952 interpretierte er Heile, heile Gänsje von Martin Mundo (1882–1941) und avancierte als „singender Dachdeckermeister“ zum Star der Mainzer Fastnacht. Für diese Auftritte im Nachkriegsdeutschland textete Georg Zimmer-Emden (1890–1963) eigens zwei Strophen.
Durch die 1955 beginnenden Fernsehübertragungen von Fastnachtsveranstaltungen schaffte es Neger auch in das neue Medium. Gemeinsam mit seinem Gegenstück, dem blinden Komponisten und Pianisten Toni Hämmerle (1914–1968), war er jahrelang Zugnummer der Fernsehfastnacht. Allein die Erstaufführung von Humba Täterä 1964 führte zu einer einstündigen Überziehung der Übertragung, weil sich das Publikum nicht beruhigen konnte. In Erinnerung an Hämmerle gründete Neger 1970 in Ahlen in Westfalen einen Ponyhof mit Reithalle, die Pony-Station Toni Hämmerle, Stätte zur Gesundheitsförderung körperbehinderter Kinder, die er mit seinen Gagen auch finanziell unterstützte.

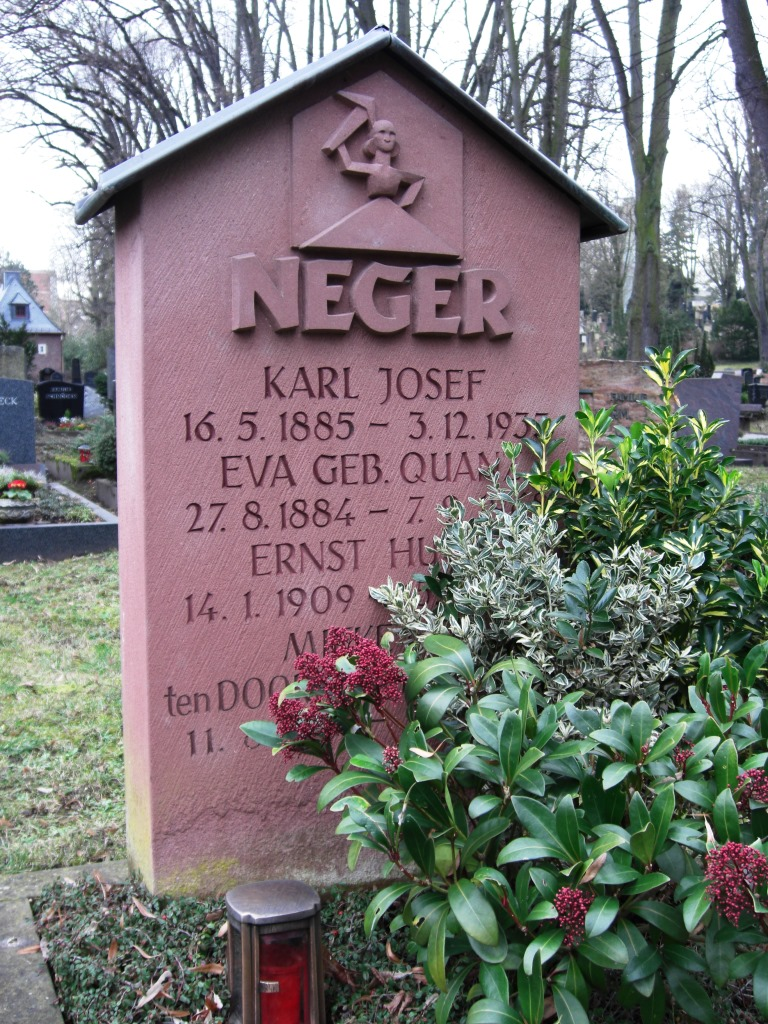
Ernst Negers Grab auf dem Hauptfriedhof Mainz

Ernst Neger starb 1989 nach langer Krankheit im Alter von 80 Jahren in einem Mainzer Krankenhaus. Sein Enkel Thomas Neger engagiert sich ebenfalls in der Fastnachtstradition und singt unter anderem die Evergreens seines Großvaters sowie eigene Lieder.

## Bekannte Lieder
- Heile, heile Gänsje
- Ich stemm’ die Fleischwurst mit einer Hand
- Hier am Rhein geht die Sonne nicht unter
- Wir haben immer noch Durst
- Wolle mer noch ’emol?
- Humba Täterä
- Das hab’n wir nicht, das gibt’s nicht mehr
- Jean, bleib do
- Guck emol, wie der guckt …
- Es war immer so
- Rucki Zucki (Melodie von Goodnight, Ladies)
- Es gibt kein Bier auf Hawaii
- Ich bin ein grüner Witwer
- Ja, mer san mi’m Radl do (Melodie von Just over in the Gloryland)
- Auf einmal ist man fünfzig
- Die Ballade von den verliebten Würsten („Es war einmal ein wunderschöner Blunze“)
- Wini Wini Wana Wana
- Wenn eine alte Scheune brennt
- Geb’ dem Kind soi Nuddelche

2006 erschien eine von Hans Schaffner zusammengestellte CD unter dem Titel Ernst Neger: Seine großen Erfolge, auf der alle großen Hits enthalten sind.

## Auszeichnungen
- Bundesverdienstkreuz am Bande (1975)[4]
- Ehrenring der Stadt Mainz
- Gutenbergbüste der Stadt Mainz
- Verdienstorden des Landes Rheinland-Pfalz (1988)[5]